# Бангор (Франция)
Банго́р (фр. Bangor, брет. Bangor) — коммуна в составе департамента Морбиан, одна из четырёх коммун острова Бель-Иль.
Население (2019) — 1 012 человек.

## История[4]
- 1029 год — создание прихода Бангора
- 1572 год — в Бангоре построена первая мельница
- 1761 год — Бангор был оккупирован английскими войсками
- 1790 год — Бангор получил статус коммуны
- 1834 год — в Бангоре открылась первая муниципальная школа для мальчиков
- 1892 год — открылась муниципальная школа для девочек (ныне в этом здании расположена мэрия)

## Достопримечательности
Маяк Гулфа (фр. Phare de Goulphar), или просто Большой маяк, был построен в 1836 году (по другим данным — в 1826 году) по проекту Огюстена Жана Френеля. Маяк представляет собор гранитную башню высотой 52 метра. Маяк доступен для публики.